# Casalfiumanese
Casalfiumanese é uma comuna italiana da região da Emília-Romanha, província de Bolonha, com cerca de 2.922 habitantes. Estende-se por uma área de 81 km², tendo uma densidade populacional de 36 hab/km². Faz fronteira com Borgo Tossignano, Castel del Rio, Castel San Pietro Terme, Dozza, Fontanelice, Imola, Monterenzio.
No território da atual cidade de Casalfiumanese, nasceu o papa Honório II.

## Demografia
| Variação demográfica do município entre 1861 e 2011                               |
|                                                                                   |
| Fonte: Istituto Nazionale di Statistica (ISTAT) - Elaboração gráfica da Wikipedia |